# مورفی اویل
مورفی اویل (انگلیسی: Murphy Oil) شرکت نفت و گاز آمریکایی است، که در سال ۱۹۴۴ تأسیس شد. ظرفیت تولید نفت خام این شرکت معادل ۱۷۴ هزار بشکه در روز است.